# 189264 Gerardjeong
189264 Gerardjeong è un asteroide della fascia principale. Scoperto nel 2005, presenta un'orbita caratterizzata da un semiasse maggiore pari a 3,1040502
UA e da un'eccentricità di 0,0734112, inclinata di 9,57421° rispetto all'eclittica.
L'asteroide è dedicato al neurochirurgo statunitense Gerard K. Jeong.